# Wronie
Wronie – wieś w Polsce położona w województwie kujawsko-pomorskim, w powiecie wąbrzeskim, w gminie Ryńsk. Miejscowość wchodzi w skład sołectwa Cymbark.
W latach 1975–1998 miejscowość należała administracyjnie do województwa toruńskiego.
Pierwsze wzmianki o wsi pochodzą z 1265 roku, wieś czynszowa Wronie z młynem została założona przez przybyszów ze śląska. W 1318 roku wielki mistrz krzyżacki nadał rodzinie Reder (na prawie chełmińskim) wieś z kościołem. W 1418 roku Wronie zostało nadana na prawie magdeburskim Janowi Boden. W XVI wieku właścicielami Wronia została rodzina Plemięckich. W XVIII wieku wchodzące w skład majątku ziemie, położone daleko od dworu, oddano w dzierżawę osadnikom niemieckim. W ten sposób powstały miejscowości Stanisławki i Katarzynki. W 1900 roku właścicielami Wronia została rodzina von Alvensleben.
W 1978 roku w lasach w okolicy Wronia utworzono Rezerwat przyrody Wronie, obejmujący powierzchnię 70 hektarów, którego zadaniem jest ochrona buczyny pomorskiej.

## Zabytki
Według rejestru zabytków NID na listę zabytków wpisany jest zespół dworski, poł. XIX, XIX/XX, nr rej.: A/209 z 27.09.1980 i z 16.06.1987:
- dwór myśliwski
- spichrz (dawny kościół), XIV, XVIII, 1970
- park, poł. XIX w.

Gotycki kościół został zbudowany w I poł. XIV wieku, jest murowany z kamienia polnego z dodatkiem cegły. Odnowiony w XVII wieku przez Fabiana Plemięckiego; po wojnach szwedzkich opuszczony i zamieniony na spichlerz.

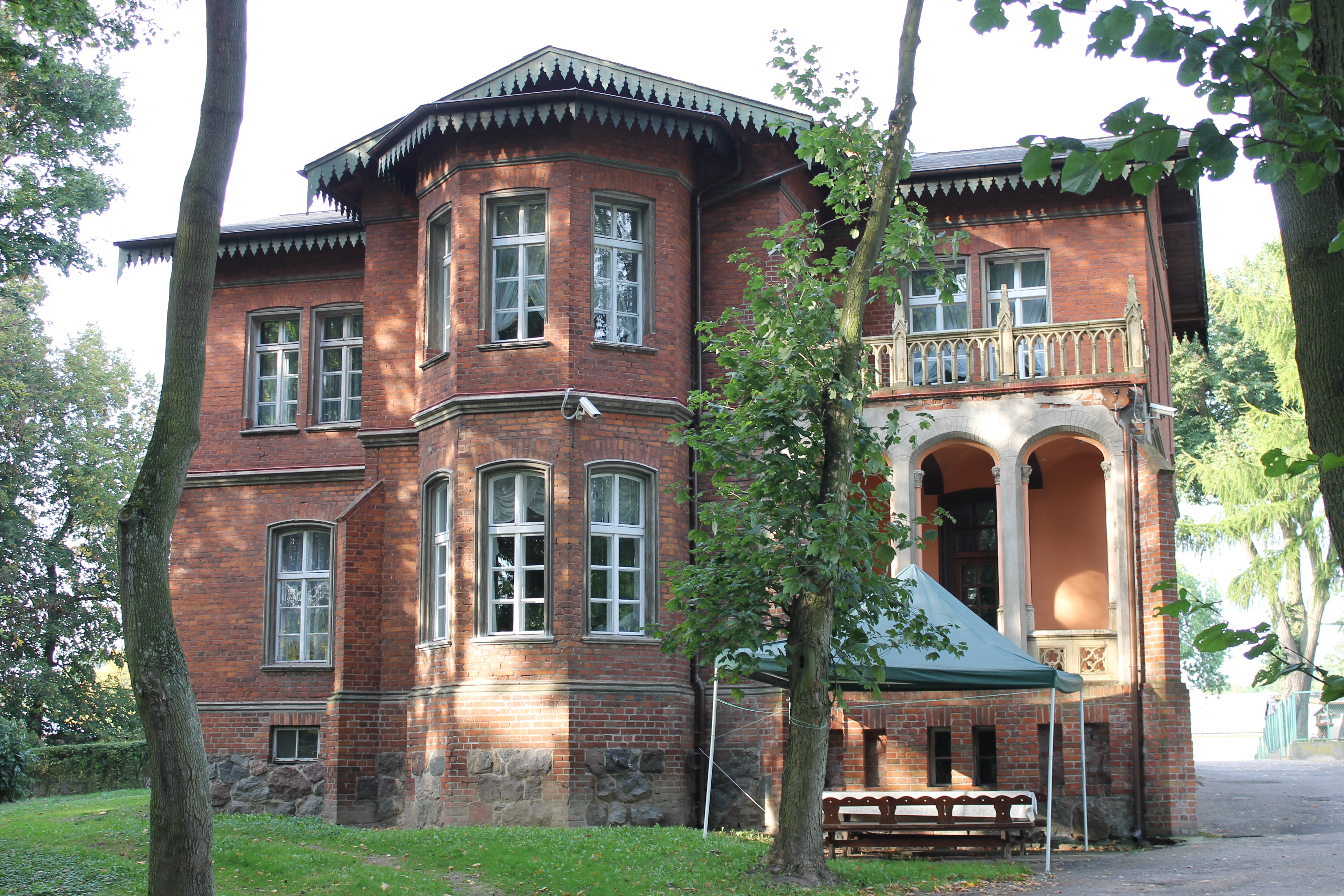
Dwór myśliwski
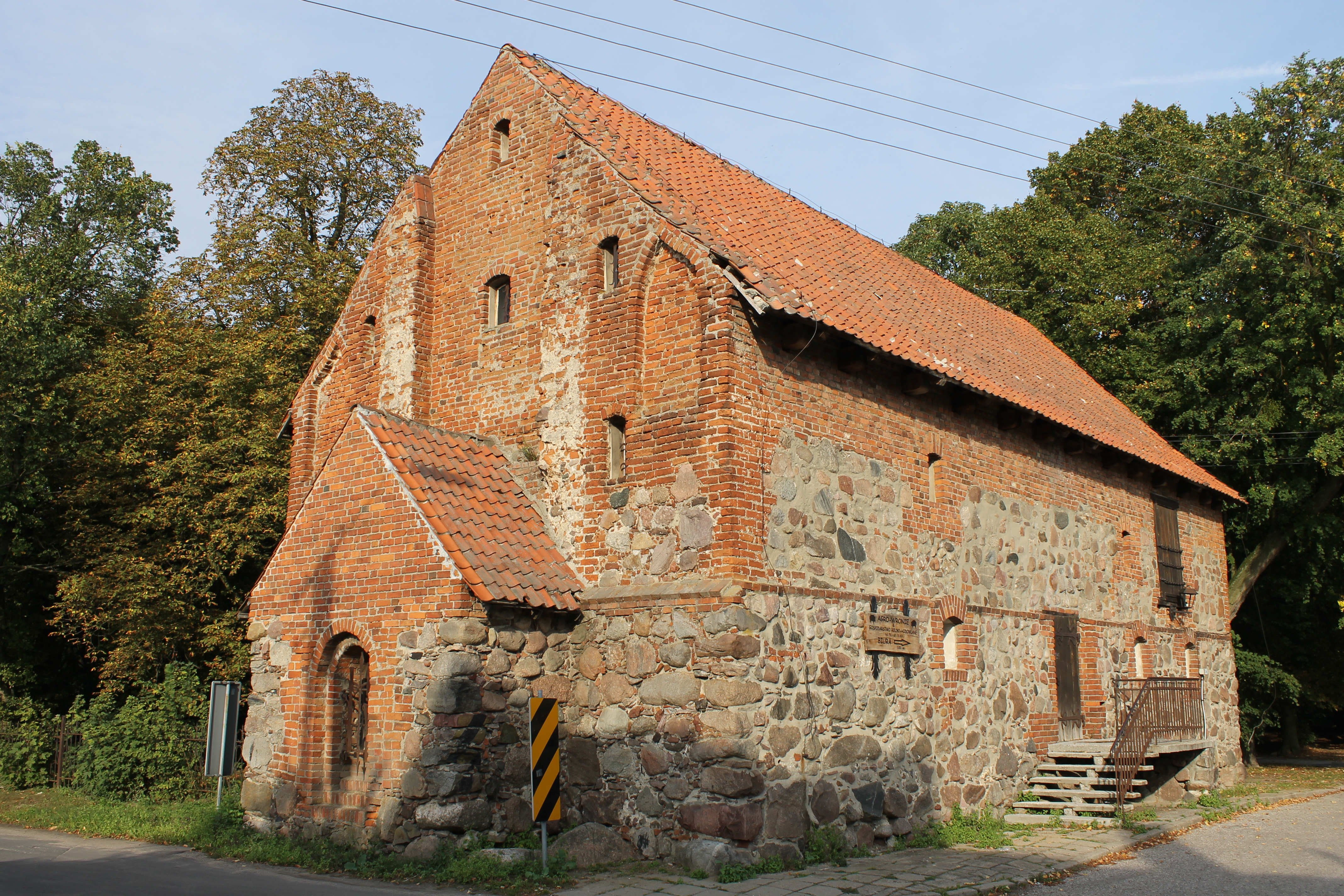
Spichlerz (dawny kościół)
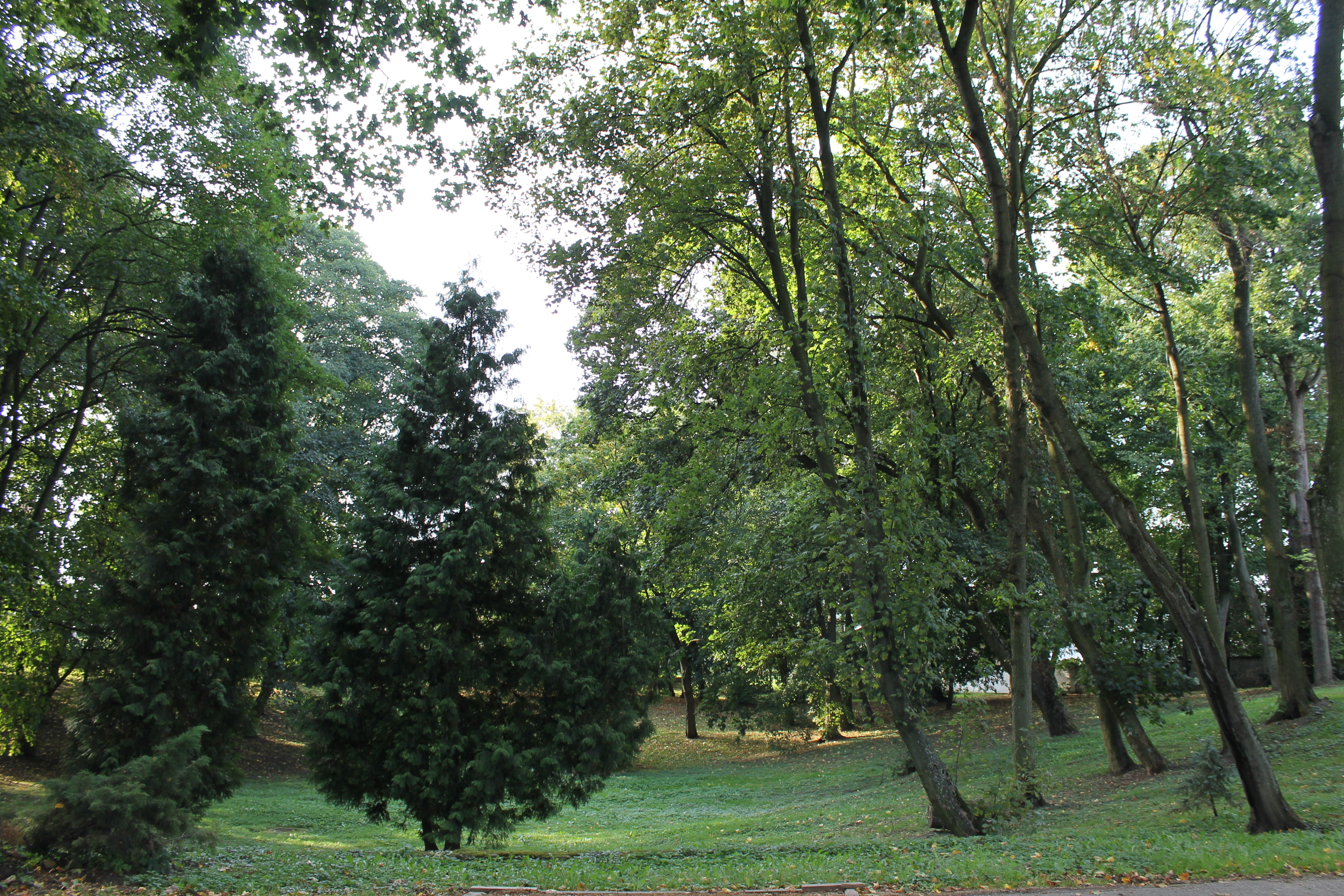
Park